# Fulvio Marcolin
Fulvio Marcolin (* 12. Dezember 1930 in Portogruaro) ist ein italienischer Filmregisseur.

## Leben
Marcolin war ab 1960 als Regieassistent bei einigen Filmen von Gian Luigi Polidoro, aber auch bei Alberto Sordi, Marco Ferreri und anderen bis 1982 tätig, nachdem er als Dokumentarfilmer begonnen hatte. 1972 legte er seinen einzigen Spielfilm vor, den selten gezeigten Gli amici degli amici hanno saputo. 1986 war er als Regisseur des Zweiten Stabes beim Abenteuerfilm Le miniere del Kilimanjaro aktiv.

## Filmografie
- 1972: Gli amici degli amici hanno saputo